# Patof chez les cowboys
Albums de Patof
Patof chez les petits hommes verts
(1972) Patof chante 10 chansons pour tous les enfants du monde
(1973)
Patof chez les cowboys est un album de contes de Patof, commercialisé en 1972.
Il s'agit du sixième album de la série Patof, il porte le numéro de catalogue PA 305 (CT 38770/1).
Le clown Patof est un personnage de la populaire série télévisée québécoise pour enfants Le cirque du Capitaine, il est personnifié par Jacques Desrosiers.

## Composition
« Macaron, le cheval savant. Un homme brutal. El Coco au Texas. Le clown Patof irait au bout du monde pour un ami. Mais que peut faire un clown contre une bande de hors-la-loi? »
Les textes sont de Gilbert Chénier et les effets sonores sont assurés par Roger Giguère.
Les cinq contes Patof chez les esquimaux, Patof chez les coupeurs de têtes, Patof dans la baleine, Patof chez les petits hommes verts et Patof chez les cowboys sont parus simultanément le 29 octobre 1972.

## Pochette
Patof apparaît au recto de la pochette devant le saloon du Fort Edmonton de La Ronde à Montréal.

## Réception
L'album fait son entrée sur les palmarès de vente en décembre 1972 sans spécification de la position atteinte .
En décembre 1972, on remet à Jacques Desrosiers un disque Disque d'argent Patof en Russie en hommage à Radiomutuelle pour souligner sa promotion exceptionnelle ayant contribué à la vente de 100 000 disques des six albums de contes de Patof (Patof en Russie, Patof chez les esquimaux, Patof chez les coupeurs de têtes, Patof dans la baleine, Patof chez les petits hommes verts et Patof chez les cowboys).

## Titres
| 1. | Patof chez les cowboys – 1re partie | Gilbert Chénier |  |

| 2. | Patof chez les cowboys – 2e partie | Gilbert Chénier |  |

## Crédits
- Texte : Gilbert Chénier
- Bruiteur : Roger Giguère
- Production : Yves Martin
- Promotion : Jean-Pierre Lecours
- Cover design : Denis Sarrazin
- Photos : Louis Besharat